# پشت ساباد
پشت ساباد، روستایی است از توابع بخش مرکزی شهرستان خواف استان خراسان رضوی ایران.

## جمعیت
این روستا در دهستان نشتیفان قرار داشته و بر اساس سرشماری سال ۱۳۸۵ جمعیت آن (۴۷خانوار) ۲۱۳نفر
بوده است.
این روستا به دلیل واقع بودن در کنار تپه بصورت شیب دار میباشد،به صورتی که شما برای رسیدن به کوچه ی پایین تر باید لخشو لخشو کنید،مردم این روستا دامدار و کشاورز هستند،گوسفندان این روستا اصولا طوغلی یا زولَک هستند،محصول کشاورزان این روستا خیارشور است بع طوری که از روستای رزان نیز زمین های خیارشور این روستا قایل روئیت است